# Podemos (parti espagnol)
Pour les articles homonymes, voir Podemos.
Podemos [poˈðemos] (en français : « nous pouvons », parfois aussi désigné en catalan : Podem ; ou en basque : Ahal Dugu) est un parti politique espagnol de gauche radicale ou d’extrême gauche fondé en janvier 2014 et dont la secrétaire générale est Ione Belarra depuis le 13 juin 2021.
En 2016, il forme au Congrès des députés le groupe parlementaire Unidos Podemos, troisième force de la chambre basse en nombre de députés et au Sénat le groupe parlementaire Unidos Podemos. Podemos est membre du groupe de la Gauche unitaire européenne/Gauche verte nordique au sein du Parlement européen.
Le parti obtient des succès électoraux en 2015 et 2016 où Podemos parvient à faire élire 47 députés au Congrès des députés, puis après les élections législatives de novembre 2019, à intégrer le gouvernement en formant une coalition avec le PSOE, qui constitue le premier exécutif partagé depuis 1939. Néanmoins, le parti est aujourd’hui en perte de vitesse et est notamment l'un des grands perdants avec le parti centriste Ciudadanos des élections municipales de 2023. Il perd également la même année toute représentation au sein du gouvernement espagnol.

## Histoire

### Origine
L'origine de Podemos se trouve dans le manifeste « Mover ficha: convertir la indignación en cambio político » (en français : « Prendre les choses en main : convertir l'indignation en changement politique »), publié le week-end du 12 et 13 janvier 2014 par le journal numérique Público, et signé par une trentaine d'intellectuels, de personnalités de la culture, du journalisme et de l'engagement social et politique. Parmi ceux-ci se trouvaient Juan Carlos Monedero, professeur de science politique à l'université complutense de Madrid (UCM), Jaime Pastor, professeur de science politique à l'université nationale d'enseignement à distance, Bibiana Medialdea, professeure d'économie appliquée à l'UCM, l'écrivain et philosophe Santiago Alba Rico, l'acteur Alberto San Juan, ou encore le syndicaliste Cándido González Carnero membre du Courant syndical de gauche (es). Ce manifeste exprimait la nécessité de transformer la mobilisation sociale du mouvement des Indignés en processus électoral participatif et de créer ainsi une candidature pour les élections européennes de mai 2014 avec l'objectif d'opposer des idées de gauche aux politiques de l'Union européenne concernant la crise économique. Bien que ne figurant pas parmi les signataires du manifeste, le mouvement annonça le 14 janvier que le professeur de science politique de l'UCM et analyste politique télévisuel, Pablo Iglesias Turrión, en prendrait la tête.
L'historien Christophe Barret relève que le groupe d'universitaires qui se forme autour de Pablo Iglesias est « proche autant d'Izquierda Unida (IU) que du plus groupusculaire parti Izquierda Anticapitalista (IA) ». Le nom du parti, qui signifie « Nous pouvons », fait allusion au slogan « Yes, we can » de la campagne menée par Barack Obama en 2008, qui provient du slogan Sí se puede (Oui, on peut [le faire]) du syndicat United Farm Workers de César Chávez.[réf. nécessaire]

### Premier test électoral: élections européennes de 2014
Le mouvement s'est enregistré comme parti politique le 11 mars 2014 afin de se présenter aux élections européennes.
Podemos souhaite d'abord se distancer des formations de gauche traditionnelle, telles qu'Izquierda Unida (qui lui avait proposé de s'allier), afin de dépasser le clivage gauche-droite. Les listes ont été élaborées au travers d'élections primaires ouvertes. Íñigo Errejón est désigné directeur de campagne du parti.
Les résultats obtenus plaçant le mouvement en quatrième position au niveau national ont créé une grosse surprise,,,,.
Le parti a dépassé la barre des 10 % dans les Asturies, à Madrid, aux Canaries et aux Baléares. Il n'a, en revanche, pas dépassé la barre des 5 % des suffrages en Catalogne et en Estrémadure. De plus, il a devancé sur leurs propres territoires des listes régionalistes telles que la Coalition Compromís dans la Communauté valencienne ou le Bloc nationaliste galicien en Galice.

### Progression puis déclin
- PP
- PSOE
- IU
- UPyD
- CiU
- EH Bildu / Amaiur
- PNV
- ERC
- C's
- Podemos

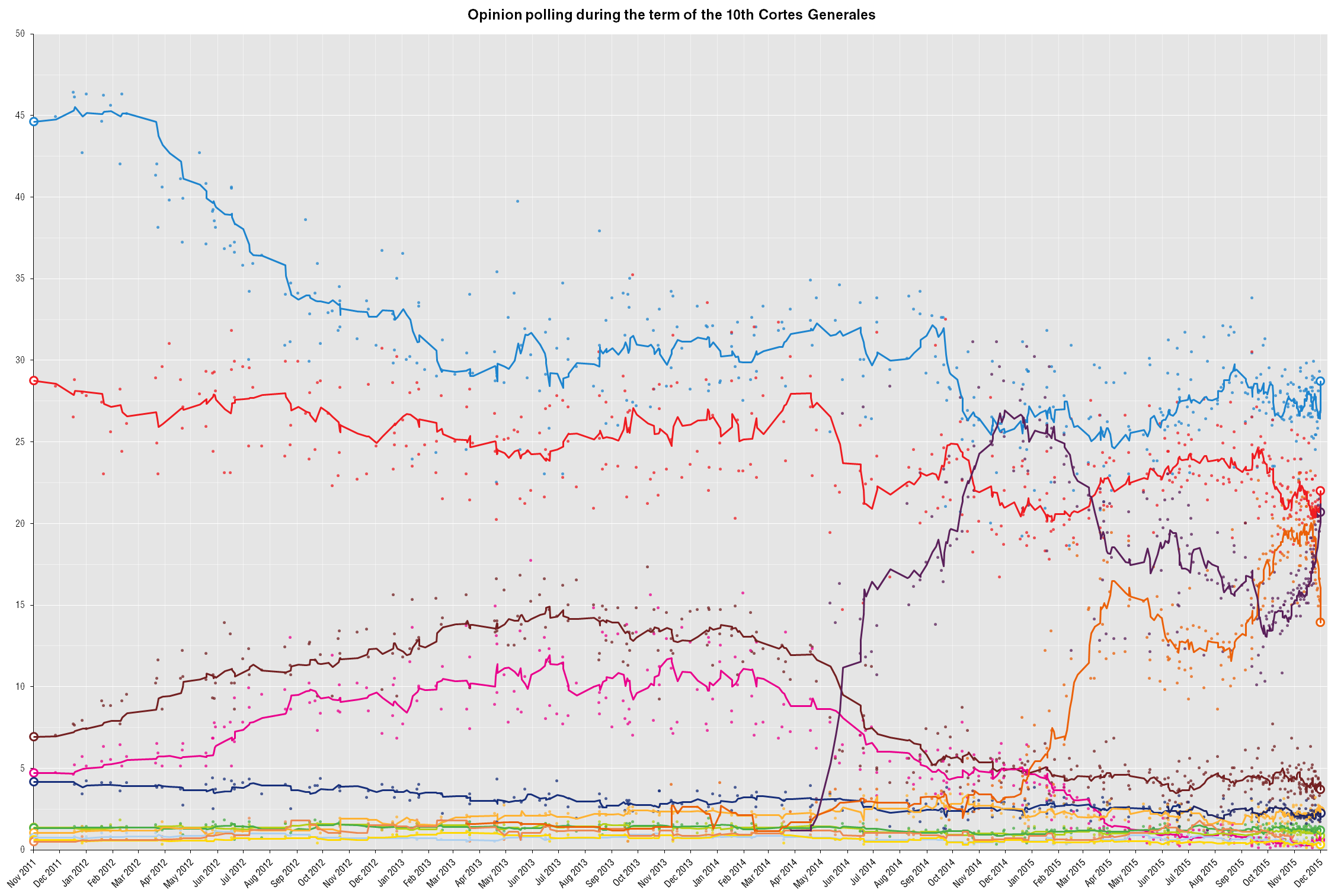
Moyenne mobile des résultats d'enquêtes depuis novembre 2011 au jour de l'élection, chaque ligne correspondant à un parti politique :

Dans la perspective des élections générales de 2015, différents sondages d'opinion indiquent une progression spectaculaire de Podemos, qui est parvenu fin 2014 au même niveau que le Parti populaire avec une nette avance sur le PSOE. Il pourrait ainsi devenir le parti pivot d'une nouvelle majorité qui reste à définir. Le 2 novembre 2014, un sondage publié par El País l'a même donné pour la première fois en tête du futur scrutin avec 27,7 % des intentions de vote, distançant les partis traditionnels, le PP et le PSOE. En réaction à cette progression, le dirigeant du patronat espagnol, Juan Rosell, appelle à une grande coalition « à l’allemande » entre le PP et le PSOE.

#### Élections régionales et municipales de 2015
Lors des élections municipales de 2015, le parti a choisi de ne pas présenter ses propres listes, préférant plutôt participer ou soutenir des listes locales rassemblant des petits partis et des citoyens. L'une de ces listes arrive en tête, à Barcelone, 2e ville du pays, où Ada Colau est élue maire. Dans plusieurs autres grandes villes, ces listes arrivent en seconde ou en troisième position derrière le PP, mais réussissent à passer des accords avec d'autres partis de gauche afin de composer des majorités et d'obtenir le mandat de maire. C'est le cas à Madrid (capitale et 1re ville du pays, avec Manuela Carmena), Valence (3e ville, avec Joan Ribó), Saragosse (5e ville, avec Pedro Santisteve), La Corogne (17e ville, avec Xulio Ferreiro), Cadix (50e ville, avec José María González Santos) et Saint-Jacques-de-Compostelle (67e ville, avec Martiño Noriega). 
À la suite des élections régionales qui se tiennent le même jour, Podemos participe à des majorités de gauche dans plusieurs communautés autonomes comme en Communauté valencienne et en Aragon.

#### Élections générales de 2015
À l'occasion des élections générales du 20 décembre 2015, Podemos s'allie au niveau national à la petite formation écologiste Equo. Dans certaines Communautés autonomes, Podemos noue des alliances avec des partis écologistes et régionalistes, En Comú Podem (Catalogne), Compromís-Podemos-És el moment (Communauté valencienne) et En Marea (Galice). Au soir des élections Podemos et ses alliés remportent 20,66 % des voix (69 députés au total, dont 46 pour Podemos), se classant troisième juste derrière le PSOE. Ce résultat, cumulé à celui obtenu par Ciudadanos, contribue à mettre fin au bipartisme qui avait rythmé la vie politique espagnole depuis la fin du franquisme. 
Les élections générales de 2015 ayant abouti à une fragmentation du parlement, différentes négociations entre les partis sont menées pour aboutir à une coalition mais sans résultat. En janvier 2016, Podemos pose des exigences (poste de vice-président pour Pablo Iglesias, quatre ministères clés, référendum d’autodétermination en Catalogne) au PSOE que ce dernier refuse.  En avril 2016, un soutien à une coalition regroupant le PSOE et Ciudadanos est rejeté par plus de 88 % des militants de Podemos. De nouvelles élections sont alors convoquées pour le 26 juin 2016.
Podemos affronte plusieurs crises après les élections de 2015 : « aux reportages qui fleurissaient sur ces types folkloriques et inoffensifs qui avaient monté un parti dans un garage, avec trois ordinateurs et deux téléphones, ont succédé les dénonciations quotidiennes de scandales (tous, plus tard, classé sans suite) concernant de supposés financements du parti par le Venezuela et l'Iran, ou l'hypothèse que les leaders de Podemos soient en réalité des agents de "dictatures communistes" latinos américaines ». En 2018, l'achat par Pablo Iglesias et sa compagne Irene Montero, au moyen d'un emprunt sur plusieurs dizaines d'années, d'une maison à 600 000 euros dans un quartier aisé de Madrid, est vu par la presse comme une démonstration de l’hypocrisie du parti de gauche radicale, dont les dirigeants appartiendraient à la même « caste » qu'ils prétendent dénoncer, et déclenche une longue polémique.
La crise catalane de 2017 embarrasse également le parti, qui défend une position de compromis en soutenant la tenue d'un referendum officiel lors duquel il militerait pour le « non » à l’indépendance. Alors que la crise polarise le pays, cette position, jugée ambiguë, est rejetée tant par les indépendantistes catalans que par les partisans de l'unité de l'Espagne. « La formation se rend compte que chaque fois qu'elle prend position pour la Catalogne, pour les prisonniers ou contre la répression, elle perd des voix. Donc elle choisit de ne pas parler de la Catalogne en attendant que ça passe », explique Maria Corrales, porte-parole de la coalition En Comú Podem (qui unie en Catalogne Podemos à d'autres partis de gauche), la conduisant à perdre des soutiens dans la région.

#### Élections générales de 2016
À l'occasion des élections générales de juin 2016, une coalition est mise en place avec la Gauche unie (IU) pour dépasser le PSOE ; les militants de IU approuvent cette coalition à 87,85 % et les militants de Podemos à 98,00 %. Cette coalition porte le nom d'Unidos Podemos (contraction des noms des deux partis, signifiant, « unis nous pouvons »). Elle obtient 21,1 % des voix et décroche 71 sièges (dont 47 pour Podemos).
En 2015 et 2016, des responsables de la police espagnole, proches du gouvernement de Mariano Rajoy, auraient fabriqué de faux documents pour discréditer Podemos. Ces documents, qui ont été donnés à la presse, visaient à alimenter des spéculations sur un financement de Podemos par l’Iran et le Venezuela. Certains des policiers mis en cause ont reconnu avoir agi en collaboration avec le ministre de l'intérieur Jorge Fernández Díaz.

#### Élections générales de 2019 et régionales de 2020
Lors des élections générales d'avril 2019, Podemos obtient 14,32 % des voix et perd 17 sièges de députés et 15 de sénateurs. Un nouveau scrutin se tient en novembre de la même année : Podemos réalise cette fois 12,84 % des voix et perd 7 sièges de députés, alors que son nombre de sénateurs ne bouge pas.
À l'issue des élections aux parlements basque et galicien du 12 juillet 2020, Podemos ne détient plus que six sièges dans le premier et aucun dans le second.

#### Élections régionales de 2023 et élections suivantes
Lors de ces élections, le parti passe de 47 sièges à 15, quittant trois communautés autonomes où il était représenté et perdant leur participation à cinq des six gouvernements régionaux dans lesquels ils figuraient. D'une manière générale, ces municipales affaiblissent Podemos et les différentes listes de la gauche radicale. Podemos subit un « revers majeur » en n’obtenant que 0,59 % des bulletins contre 5,86 % quatre ans plus tôt. Pour l'historien Benoit Pellistrandi, le parti « est une formation qui est en perte de vitesse depuis plusieurs années », celle-ci s’expliquant « notamment par les divisions internes profondes de cette gauche radicale et la stratégie anti-socialiste de Pablo Iglesias ». Lors de ces élections, le parti perd de 10 à presque 65 % de son électorat selon les régions, n’obtenant un léger mieux que dans la communauté autonome de Cantabrie. Cette sous-performance, beaucoup plus marquée que celle du PSOE, contribue de manière significative à la perte de la majorité de gauche dans 5 régions sur 7.
Pour la chercheuse Maria Elisa Alonso, la défaite du Parti socialiste ouvrier espagnol (PSOE) ne s'explique pas par le bilan économique du gouvernement. Selon elle, les électeurs ont voulu voter contre la coalition du PSOE avec Podemos, et notamment contre les lois controversées que Podemos a fait adopter. Elle cite notamment la « loi d'égalité réelle et effective des personnes trans », [qui permet le changement de sexe sur les papiers d'identité par simple déclaration administrative à partir de 16 ans, 14 ans avec l'accord parental], qui « a fait scandale au sein même du PSOE et des organisations féministes. » La loi Solo sí es sí (seul un oui est un oui) a connu également une réception très négative : « si elle devait servir à protéger les femmes victimes de violences, elle a en fait eu l'effet pervers de diminuer certaines peines de prison requises contre les agresseurs… ».
Aux élections européennes de juin 2024, le parti n'obtient que 3,27 % des voix (2 élus).

## Participation au gouvernement
Après les élections générales de novembre 2019, Podemos et le PSOE s'associent pour former un gouvernement de coalition. Le 30 décembre 2019, Pedro Sánchez et Pablo Iglesias signent publiquement au siège du Congrès des députés leur accord de coalition, un texte de 50 pages négocié pendant un mois et demi par la ministre des Finances María Jesús Montero et le dirigeant de Podemos Pablo Echenique, contenant des mesures sociales comme l'encadrement de la hausse des loyers, l'abrogation de la loi de sécurité publique connue comme la « loi bâillon », une hausse de l'impôt sur le revenu pour les plus aisés, l'instauration d'un revenu minimum vital, la suppression des franchises médicales, la légalisation de l'euthanasie, un plan de lutte contre l'exode rural et une loi instituant la laïcité de l'État,.
Alors que les deux partis ne disposent au Parlement que de 155 sièges sur 350, le gouvernement est contraint de se trouver des alliés de circonstance pour obtenir une majorité. Le PSOE cherche le soutien des libéraux de Ciudadanos, voire du Parti populaire (droite conservatrice), quitte à mettre de côté l’abrogation promise de la réforme du travail de 2012 et les augmentations d’impôts pour les plus riches et les grandes entreprises, figurant sur l’accord de coalition avec Podemos. Ce dernier tente au contraire de se rapprocher de la Gauche républicaine de Catalogne (ERC). D’autres divergences se manifestent au sein de la coalition gouvernementale, notamment au sujet de la monarchie — Podemos plaide pour un référendum sur la République — ou de la régularisation des migrants.
Les ministres issus de Podemos mettent en œuvre la création d'un revenu minimum vital, une nette hausse du salaire minimum ou encore des mesures d’exception pour affronter la crise économique et sanitaire lors de la pandémie de Covid-19 (blocage des expulsions et des hypothèques, notamment). Cette participation à un gouvernement dirigé par le PSOE et les reniements qu'elle induit (abandon des critiques à l’égard de l’Union européenne, exigences sociales revues à la baisse, ambiguïté sur la question des referendums d'autodétermination) est accueillie avec circonspection par une partie des électeurs. Podemos connait ainsi des résultats en nette baisse à l'occasion des élections régionales de 2020 au Pays Basque et en Galice.

## Complots policier et judiciaire contre Podemos
Le parti Podemos a été la cible d'une structure policière qui aurait fabriqué de faux documents pour le discréditer sous le gouvernement de Mariano Rajoy (2011-2016). José Manuel Villarejo, un ancien commissaire placé en détention provisoire fin 2017, a été identifié comme un des acteurs-clefs de cette affaire.
En outre, le juge d'instruction Salvador Alba se voit privé d'exercer ce métier après avoir été reconnu, en septembre 2019, « coupable de prévarication, subornation et falsification de document ». Le magistrat avait fait fabriquer de faux documents afin de faire accuser de corruption une députée de Podemos, Victoria Rosell. En 2016, à un moment où le parti de gauche radicale avait le vent en poupe dans les sondages, l'affaire Rosell avait fait les gros titres de la presse.

## Congrès
| Assemblée | Année | Secrétaire général élu           |
| --------- | ----- | -------------------------------- |
| 1re       | 2014  | Pablo Iglesias Turrión (96,87 %) |
| 2e        | 2017  | Pablo Iglesias Turrión (89,09 %) |
| 3e        | 2020  | Pablo Iglesias Turrión (92,19 %) |
| 4e        | 2021  | Ione Belarra Urteaga (88,69 %)   |

## Programme politique et orientations
Podemos a publié un document de 36 pages exposant sa ligne politique dans lequel les titres des six sections se terminent tous par Construire la démocratie.
- 1. Redresser l'économie en renforçant le contrôle public, en réduisant la pauvreté et en instaurant la dignité sociale via un revenu de base pour tous. Cela comprend le contrôle des lobbys et de l'évasion fiscale des grandes entreprises et multinationales, ainsi que le soutien aux petites entreprises.
- 2. 3. 4. Promouvoir la liberté, l'égalité et la fraternité en abattant les barrières à travers l'Europe et en permettant la coopération entre les personnes sans collecte de renseignements ou inhibitions sociales, qui sont, selon Podemos, des formes d'antiterrorisme.
- 5. Redéfinir la souveraineté en révoquant ou en troquant le Traité de Lisbonne, en abandonnant les mémorandums d'entente, en retirant l'Espagne de certaines zones de libre-échange et en promouvant le référendum pour toutes les réformes constitutionnelles majeures.
- 6. Récupérer la terre en réduisant la consommation de combustibles fossiles, en promouvant les transports en commun et les énergies renouvelables, en réduisant les cultures de rente industrielles et en stimulant la production agricole locale par de petites et moyennes entreprises.

### Immigration
Podemos réclame de satisfaire les « droits politiques » des immigrés qui ne disposent pas actuellement d'un droit de vote reconnu en Espagne, comme c'est le cas des Marocains, notamment les migrants qui vivent en Espagne et « qui soutiennent l'économie » du pays avec leur travail. Podemos, soutient également le droit de vote pour les immigrés. En 2022, elle exige la régularisation d'un demi-million de migrants en situation irrégulière. Selon le site d'actualité Okdiario, Podemos, qui cumule des résultats négatifs aux sondages politiques récents, « tente de redynamiser ses attentes électorales dans un terrain de vote convoité : celui de l'immigration ».

### Égalité des droits
Dans le domaine des violences contre les femmes, ainsi que les droits des femmes et des LGBT, le parti se veut à l'avant-garde en Europe, comptant dans ses rangs des personnalités telles que Beatriz Gimeno, devenue présidente de l'Institut des Femmes entre 2020 et 2021.

### Autres propositions
Le parti propose également le retrait de l'OTAN de l'Espagne.

## Positionnement politique
Opposé à l'orientation qu'il juge libérale de la politique européenne actuelle, Podemos est considéré comme d'extrême gauche,, ou de gauche radicale,,. Il milite pour un référendum sur le maintien de la monarchie espagnole, une réforme fiscale, restructurer la dette, relancer l'industrie, contre le recul de l’âge de la retraite à 67 ans, passer aux trente-cinq heures (contre quarante actuellement), réaffirmer la souveraineté de l’État espagnol sur des prérogatives concédées à la Commission européenne. La coalition Unidos Podemos propose la création d’une agence européenne de qualification indépendante et publique, la réforme des statuts de la Banque centrale européenne, la démocratisation de la méthode de prise de décisions de l’Union européenne et la convocation d’une conférence européenne pour discuter « la restructuration coordonnée des dettes publiques dans le cadre de la zone euro ». Pablo Iglesias Turrión se déclare opposé à l'indépendance de la Catalogne, mais néanmoins favorable au droit à l'autodétermination pour les Catalans, les Basques et les Galiciens.
Podemos propose un glissement de la problématique droite/gauche vers le concept de caste/peuple. Jorge Lago, l'un des responsables du mouvement Podemos, souligne que la social-démocratie est vide de projet, qu'il y a peu de choses qui distinguent la droite de la gauche, que toutes deux exposent l'Europe du Sud à la troïka UE-BCE-FMI, à l'austérité, qui sont les forces qui gouvernent réellement. Selon lui, il ne s'agit plus d'une crise droite/gauche, mais populaire et citoyenne. La problématique droite/gauche ne se « connecte » plus avec la population. Le cadre politique n'est plus à trouver dans la gauche et la droite mais dans une « unité populaire » constatant qu'il n'existe plus de souveraineté politique et économique,,. Ce positionnement s'inspire des travaux de l'intellectuel argentin Ernesto Laclau. Ce positionnement trouve son origine dans le constat du « fait que le mouvement des Indignés bénéficie d'un soutien qui s'étend au-delà des cercles militants de la gauche. L'enquête de Centro de Investigaciones sociológicas (CIS), publié au mois de juillet de l'année 2011, indique que près de 80 % des personnes interrogées éprouvent de la sympathie avec le Printemps européen ».
Podemos pense qu'il est possible de construire une majorité sur la lutte contre la corruption et contre l'absence d'un vrai contrôle démocratique sur l'économie ainsi que sur le paiement des impôts par les catégories les plus aisées pour changer les règles du jeu politique, économique et social. Pablo Iglesias s'appuie sur l'exemple de ce qui se passe depuis 15 ans en Amérique latine : la contestation du libéralisme ne s'est pas tant faite sur une base idéologique que sur des thématiques nationales-populaires. Selon lui, ce schéma peut aussi fonctionner en Europe. Pour Pablo Iglesias, le pouvoir n'a pas peur de l'unité des gauches, mais de l'unité populaire. D'après lui, le programme de Podemos a des points communs avec celui de la Gauche unie (audit de la dette, défense de la souveraineté, défense des droits sociaux pendant la crise, contrôle démocratique de l'instrument monétaire…)[réf. nécessaire]. 
Ce qui les distingue est, selon Pablo Iglesias, le protagonisme populaire et citoyen. Podemos n'est pas un parti politique, même si Podemos a dû s'enregistrer comme parti, pour des raisons légales, en amont des élections. Le pari du parti est de laisser les gens « normaux » faire de la politique comme le prouve le proﬁl des cinq eurodéputés (une professeur de secondaire, un scientiﬁque, etc.),,. Par ailleurs les députés de Podemos ne reçoivent qu'un salaire mensuel de 1 965 euros (contre environ 4 000 euros pour les élus d'autres formations politiques) et doivent renoncer à certains privilèges associés à leur fonction parlementaire, conformément aux résolutions prises par le « conseil citoyen » de Podemos.
Lors des élections législatives grecques de janvier 2015 Podemos a soutenu SYRIZA.Le parti participe en 2018 à la création du mouvement européen Maintenant le peuple aux côtés de La France insoumise, du Bloc de gauche (Portugal), du Parti de gauche (Suède), de l'Alliance de gauche (Danemark) et de l'Alliance de gauche (Finlande).
La stratégie de Podemos, qui était alors d’échapper à l'axe gauche-droite, évolue à partir des élections générales de 2016, pour lesquelles le parti s'allie à Izquierda Unida pour former la coalition Unidas Podemos. Cette alliance avec un parti ouvertement marqué à gauche, et le repositionnement qu'elle implique, est contestée par Íñigo Errejón, qui souhaite un retour à une stratégie populiste, laquelle serait selon lui incontournable pour réunir une majorité de citoyens. Les dissensions idéologiques et stratégiques conduisent en janvier 2019 au départ du courant mené par Íñigo Errejón, qui fonde Más País, au positionnement plus modéré. En février 2020, c'est au tour d'Anticapitalistas de se retirer de Podemos, étant opposé à la participation du parti à un gouvernement dirigé par le PSOE.

## Résultats électoraux

### Élections générales
| Année   | Tête de liste  | Congrès des députés      | Congrès des députés      | Congrès des députés      | Congrès des députés | Sénat    | Gouvernement                                                  |
| Année   | Tête de liste  | Voix                     | %                        | Rang                     | Députés             | Sénat    | Gouvernement                                                  |
| ------- | -------------- | ------------------------ | ------------------------ | ------------------------ | ------------------- | -------- | ------------------------------------------------------------- |
| 2015    | Pablo Iglesias | 5 212 711                | 20,66                    | 3e                       | 46 / 350            | 12 / 208 | Pas de gouvernement                                           |
| 2016    | Pablo Iglesias | au sein d'Unidas Podemos | au sein d'Unidas Podemos | au sein d'Unidas Podemos | 47 / 350            | 11 / 208 | Opposition (2016-18) ; soutien sans participation (2018-2019) |
| 04/2019 | Pablo Iglesias | au sein d'Unidas Podemos | au sein d'Unidas Podemos | au sein d'Unidas Podemos | 32 / 350            | 0 / 208  | Pas de gouvernement                                           |
| 11/2019 | Pablo Iglesias | au sein d'Unidas Podemos | au sein d'Unidas Podemos | au sein d'Unidas Podemos | 25 / 350            | 0 / 208  | Sánchez II                                                    |
| 2023    | Ione Belarra   | au sein de Sumar         | au sein de Sumar         | au sein de Sumar         | 5 / 350             | 0 / 208  | Soutien sans participation                                    |

### Élections européennes
| Année | Voix                     | Voix                     | Mandats | Rang | Tête de liste                 |
| Année | Nb                       | %                        | Mandats | Rang | Tête de liste                 |
| ----- | ------------------------ | ------------------------ | ------- | ---- | ----------------------------- |
| 2014  | 1 253 837                | 7,98                     | 5 / 54  | 4e   | Pablo Iglesias                |
| 2019  | au sein d'Unidas Podemos | au sein d'Unidas Podemos | 3 / 59  | 4e   | María Eugenia Rodríguez Palop |
| 2024  | 578 007                  | 3,30                     | 2 / 61  | 7e   | Irene Montero                 |

### Élections régionales
| Année |        | AN     | AR    | AS    | CN    | CB   | CM   | CL    | CT    | EX   | GA   | IB    | RI    | MD     | MC    | NC    | PV   | VC    |
| ----- | ------ | ------ | ----- | ----- | ----- | ---- | ---- | ----- | ----- | ---- | ---- | ----- | ----- | ------ | ----- | ----- | ---- | ----- |
| 2015  | %      | 14,86  | 20,56 | 19,43 | 14,54 | 8,89 | 9,92 | 12,14 | —     | 8,02 |      | 14,70 | 11,21 | 18,64  | 13,22 | 13,67 |      | 11,57 |
| 2015  | Sièges | 15/109 | 14/67 | 9/45  | 7/60  | 3/35 | 3/33 | 10/84 | 5/135 | 6/65 |      | 10/59 | 4/33  | 27/129 | 6/45  | 7/50  |      | 13/99 |
| 2016  | %      |        |       |       |       |      |      |       |       |      | —    |       |       |        |       |       | —    |       |
| 2016  | Sièges |        |       |       |       |      |      |       |       |      | 7/75 |       |       |        |       |       | 8/75 |       |
| 2017  | %      |        |       |       |       |      |      |       | —     |      |      |       |       |        |       |       |      |       |
| 2017  | Sièges |        |       |       |       |      |      |       | 4/135 |      |      |       |       |        |       |       |      |       |
| 2018  | %      | —      |       |       |       |      |      |       |       |      |      |       |       |        |       |       |      |       |
| 2018  | Sièges | 14/109 |       |       |       |      |      |       |       |      |      |       |       |        |       |       |      |       |
| 2019  | %      |        | 8,11  | 11,04 | 8,75  | 3,14 | —    | 5,00  |       | —    |      | —     | —     | —      | 5,57  | 4,74  |      | —     |
| 2019  | Sièges |        | 5/67  | 4/45  | 4/70  | 0/35 | 0/33 | 2/81  |       | 2/65 |      | 5/59  | 1/33  | 5/132  | 2/45  | 2/50  |      | 5/99  |
| 2020  | %      |        |       |       |       |      |      |       |       |      | —    |       |       |        |       |       | —    |       |
| 2020  | Sièges |        |       |       |       |      |      |       |       |      | 0/75 |       |       |        |       |       | 4/75 |       |
| 2021  | %      |        |       |       |       |      |      |       | —     |      |      |       |       | —      |       |       |      |       |
| 2021  | Sièges |        |       |       |       |      |      |       | 2/135 |      |      |       |       | 8/136  |       |       |      |       |
| 2022  | %      | —      |       |       |       |      |      | —     |       |      |      |       |       |        |       |       |      |       |
| 2022  | Sièges | 3/109  |       |       |       |      |      | 1/81  |       |      |      |       |       |        |       |       |      |       |
| 2023  | %      |        | 4,02  | 3,92  | —     | —    | —    |       |       | —    |      | —     | —     | —      | —     | —     |      | —     |
| 2023  | Sièges |        | 1/67  | 1/45  | 0/70  | 0/35 | 0/33 |       |       | 1/65 |      | 1/59  | 1/33  | 0/135  | 1/45  | 2/50  |      | 0/99  |
| 2024  | %      |        |       |       |       |      |      |       | N/a   |      | 0,19 |       |       |        |       |       | —    |       |
| 2024  | Sièges |        |       |       |       |      |      |       | 0/135 |      | 0/75 |       |       |        |       |       | 0/75 |       |

## Communication
Le succès électoral de Podemos peut être directement mis en relation avec sa stratégie de communication, et celle-ci représente ainsi la charpente du parti politique. À l’inverse des partis traditionnels, qui vont utiliser une communication politique en tant qu’instrument pour mettre en place des décisions politiques, Podemos intègre un aspect communicationnel dans tous les processus décisionnels. La communication du parti s’inspire de plusieurs axes propres au style de communication populiste. À commencer par une construction communicative populaire consistant en un appel à l’électorat, le parti place au premier plan les décisions politiques en faveur des intérêts du peuple (les citoyens espagnols en l’occurrence). Ensuite vient le concept de l’anti-élitisme, un concept critiquant et dénonçant les élites et les institutions politiques et économiques et leur dominance sur une population majoritaire. Enfin, il y a une critique du système financier (le capitalisme) et l’austérité économique que l’on y retrouve. C’est ce que Podemos dénonce en passant par un fort usage des médias tels que la télévision filmée et les réseaux sociaux.
En 2010, les fondateurs de Podemos (Pablo Iglesias et Juan Carlos Monedero) mettent en place La Tuerka, une émission télévisée diffusée sur Tele K et Canal 33. Le contenu des émissions était entièrement disponible sur YouTube après la diffusion. En mars 2016, la page YouTube de l’émission comptait 115 320 abonnés et un peu plus de 37,3 millions de vues. En novembre 2019, ce chiffre grimpait jusqu’aux 186 000 abonnés et doublait son nombre de vues total avec 70,3 millions de vues. L’objectif de Pablo Iglesias était de se défendre des critiques des autres partis, d’influencer les (télé)spectateurs et de proposer un changement par le biais d’un média en direct. Selon lui, « les émissions télévisées (talk-show) sont beaucoup plus importantes que les débats aux Parlement». Par-là, il estime que les débats et les sujets qui sont traités lors des émissions télévisées ne le sont pas au Cortes Generales.  Avec l’importance que Podemos accorde à la télévision, le parti s’est ainsi placé directement au centre de la sphère politique espagnole. Pour Iglesias, le fait d’avoir une prestance positive devant la caméra est une qualité pour être un bon chef de parti. De ce fait, les idées de Podemos peuvent être véhiculées au plus grand nombre d’une manière claire et précise.
Quatre chercheurs ont analysé en 2017 un échantillon d’un total de 2612 tweets (2511 du compte de Podemos et 101 du compte de Pablo Iglesias) du 26 juin 2016 (jours des élections générales). Une étude qui s’intéresse au rôle des tweets mis en ligne pendant les 15 derniers jours de la campagne électorale du jeune parti. Les résultats relèvent une complémentarité entre le compte du parti et celui de son chef. C’est-à-dire que le premier traduit un message idéologique et politique tandis qu’Iglesias s’occupe de la relation avec son électorat et l’élaboration de son image en tant que chef politique. Les Tweets du parti dénoncent essentiellement les partis concurrents, le bipartisme politique, la corruption politique et appellent à une régénération démocratique de la société espagnole. De son côté, Iglesias priorise les opinions personnelles ainsi que sa relation avec la sphère médiatique par un usage du « nous ». Ainsi, il stimule une interaction et une participation du peuple dans la politique et réduit la frontière le séparant des autres citoyens espagnols. Pablo Iglesias agit pour le peuple et il est choisi par le peuple.
Le discours de Podemos pendant leur campagne s’identifiait aux évènements du 15-M, et donc au Mouvement des Indignés (le 15 mai 2011 à Madrid). Par-là, il s’agissait de dénoncer les corruptions des élites politiques et la crise économique présente en Espagne. Ainsi, la différence se fait en matière des classes dominantes envers les classes dominées, au lieu du clivage traditionnel de la gauche et la droite politique. En 2015, Iglesias s’est rendu sur la Puerta del Sol, où se déroulait la « Marcha por el Cambio » (marche pour le changement). Cet évènement au cœur de la capitale madrilène rassembla 100 000 personnes, et le chef du parti a su mettre de l’avant l’idéologie de son jeune parti espagnol. En effet, il s’est personnellement déplacé pour être directement sur le terrain, et ainsi créer un parallèle entre lui et les citoyens.
Pablo Iglesias représente une partie importante de la stratégie de communication de Podemos. Grâce à sa popularité, sa proximité avec les citoyens et ses interventions publiques, il s’est placé aux premières lignes du parti. De plus, sa compréhension des médias télévisés lui a permis de se frayer un chemin jusqu’aux médias traditionnels et ainsi devenir une figure prenante de la sphère politique espagnole. En d’autres termes, il a eu recours à un processus de viralité des informations. Non seulement en élargissant la portée de La Tuerka, mais aussi en faisant appel aux émotions, aux dénonciations et aux simplifications de ses discours. En utilisant des propos controversés et provocateurs, le programme télévisé développe son public, et continue de se battre contre l’hégémonie politique imposée par les élites espagnoles. Iglesisas affirme que par le média de la télévision, il fait ce qu’un parti politique devrait faire : mettre en place et de l’avant une idéologie en ralliant des supporters et des partisans. Finalement, la médiatisation du politique ne signifie pas que la sphère politique se trouve sous l’emprise totale des médias. Cela témoigne du fait que des politiciens tels qu’Iglesias, réalisent l’impact qu’ils peuvent générer et ainsi médiatisent de manière efficace et concrète leurs idées. Cette stratégie relevant d’un style populiste par les médias numériques se retrouve aussi chez d’autres politiciens actuels comme Donald Trump, Aléxis Tsípras, Jean-Luc Mélenchon et Jeremy Corbyn. Ces acteurs politiques prennent conscience des avantages que présentent les formes de communications émergentes, et en tirent profit le plus possible.

## Identité visuelle

Logo de 2014 à 2015.
Logo de 2015 à 2020.
Logo de 2020 à 2022.
Logo depuis 2022.